# Mikael Blomkvist
Mikael Blomkvist es un personaje de la trilogía Millennium, publicada por el sueco Stieg Larsson. Junto a Lisbeth Salander, es el protagonista de los tres libros que componen la saga: Los hombres que no amaban a las mujeres, La chica que soñaba con una cerilla y un bidón de gasolina y La reina en el palacio de las corrientes de aire. 

## Perfil
Periodista, divorciado y padre de una hija, Mikael ha mantenido una relación amorosa con Erika Berger durante 20 años. Ha tenido varios éxitos editoriales y de investigación, destapando corruptelas económicas y abusos de poder en Suecia. Fiel a sus convicciones y leal a sus amistades, supone la persona de referencia en la novela para desarrollar la empatía y el interés con la trama.
Es el cofundador, copropietario y redactor responsable de la revista mensual Millennium. Sarcásticamente lo llaman "Kalle Blomkvist", haciendo referencia a un niño-detective que aparece en varias novelas infantiles de Astrid Lindgren.
Discutidamente, puede considerarse el alter ego del autor Stieg Larsson, ya que este dio a Mikael Blomkvist un perfil que se basa en su propia experiencia de reportero de investigación. Larsson participó en investigaciones sobre los grupos neonazis de Suecia y a las relaciones de la extrema derecha con los sectores político y financiero. En los años 80 participó en "Stop the Racism", un proyecto para erradicar la violencia, y a mediados de los 90 fundó la revista Expo, en donde trabajó como director.
Según el propio autor, “Mikael Blomkvist se graduó en la Escuela Superior de Periodismo y llevaba gran parte de su vida profesional dedicándose a revelar y denunciar dudosas operaciones, precisamente en el ámbito de la banca y de los negocios”, escribe Larsson en el primer tomo de la trilogía. “Va dando la imagen del típico guardián de la moral, insobornable, que se enfrenta al mundo empresarial. Y como tal le invitan con bastante frecuencia a comentar distintos asuntos en la televisión”, dice de Blomkvist uno de los personajes de la novela.
Según la trilogía, su residencia está en Bellmansgatan 1, 11820 Estocolmo, Suecia (59°19′14.16″N 18°03′52.92″E / 59.3206000, 18.0647000) y su casa de veraneo está en Sandhamm.

## En el cine
En la adaptación sueca y sus dos secuelas fue interpretado por Michael Nyqvist. 
En la adaptación estadounidense, dirigida por David Fincher, fue interpretado por Daniel Craig, después de haber sido ofrecido a actores como George Clooney, Johnny Depp, Viggo Mortensen o Brad Pitt.
Para el nuevo "reboot" de la saga de 2018, el papel de Blomkvist fue interpretado por Sverrir Gudnason.